# سنگام
سنگام (به هندی: संगम) نام فیلمی هندی در ژانر عاشقانه به کارگردانی راج کاپور می‌باشد که در سال ۱۹۶۴ ساخته شده‌است. راج کاپور علاوه بر کارگردان، نقش شخصیت اصلی فیلم را نیز بر عهده دارد. از دیگر بازیگران فیلم می‌توان به راجندرا کومار و ویجینتی مالا اشاره کرد. ترانه مشهور فیلم مره من کی گنگا است.
در سطح بین‌المللی این فیلم در اتحاد جماهیر شوروی در سال ۱۹۶۴ و ترکیه در ۱۹۶۸ و همچنین بلغارستان، یونان و مجارستان به نمایش درآمد. کارگردانی Dariari Narayana Rao این فیلم را به زبان‌های تلوگو و کانادایی در سال ۱۹۸۱ بازسازی کرد. این فیلم همچنین با عنوان Arkadaşıııı Aşkısın در سال ۱۹۶۸ به زبان ترکی بازسازی شد.

## خلاصهٔ داستان
سوندار (راج کاپور)، گوپال (راجندرا کومار) و رادا (ویجینتی مالا) از کودکی با هم دوست بوده‌اند. با بزرگ شدن آنها، سوندار عاشق رادا می‌شود. با این حال، رادا گوپال را که او نیز عاشق اوست دوست دارد. سوندار بارها و بارها از عشق خود به گوپال گفته‌است اما گوپال هیچ‌گاه در این مورد حرفی نزده‌است و تصمیم می‌گیرد عشق را به خاطر دوستش فدا کند. سرانجام، سوندار در نیروی هوایی هند ثبت نام می‌کند و مأموریت خطرناکی را به عهده می‌گیرد. او قبل از عزیمت از گوپال قول می‌گیرد که هرگز اجازه ندهد هیچ مردی هنگامی که او دور است، بین رادا و خودش بیاید و رادا را به گوپال می‌سپارد. اما مدتی بعد خبر مرگ سوندار به گوش گوپال و رادا می‌رسد. پس از مراسم سوندار، گوپال و رادا تصمیم می‌گیرند که ازدواج کنند و گوپال بالاخره عشق خود را بر زبان می‌آورد. اما در همین میان سوندار برمی‌گردد و معلوم می‌شود که او از سقوط هواپیمایش جان سالم به در برده‌است. رادا و گوپال تصمیم می‌گیرند که از رابطه خود در این زمان به سوندار چیزی نگویند اما…

## بازیگران
- راج کاپور
- ویجینتی مالا
- راجندرا کومار
- افتخار
- راج مهررا
- نانا پالشیکار
- لالیتا پاوار
- هری شیووداسانی
- آچالا ساچدف
- راندهیر کاپور

## جوایز
| جایزه                                       | دسته‌بندی                        | گیرنده                 | نتیجه    | Note                     | Ref.              |
| ------------------------------------------- | ------------------------------- | ---------------------- | -------- | ------------------------ | ----------------- |
| Bengal Film Journalists' Association Awards | بهترین فیلم هندی                | راج کاپور              | برنده    | On behalf of R. K. Films | [ ۴ ] [ ۵ ] [ ۶ ] |
| Bengal Film Journalists' Association Awards | بهترین کارگردان                 | راج کاپور              | برنده    |                          | [ ۴ ] [ ۵ ] [ ۶ ] |
| Bengal Film Journalists' Association Awards | بهترین تدوینگر                  | راج کاپور              | برنده    |                          | [ ۴ ] [ ۵ ] [ ۶ ] |
| Bengal Film Journalists' Association Awards | Best Art Direction              | M. R. Acharekar        | برنده    |                          | [ ۴ ] [ ۵ ] [ ۶ ] |
| Bengal Film Journalists' Association Awards | بهتر فیلم‌برداری                 | Radhu Karmakar         | برنده    |                          | [ ۴ ] [ ۵ ] [ ۶ ] |
| Bengal Film Journalists' Association Awards | Best Audiography                | Allauddin Khan Qureshi | برنده    |                          | [ ۴ ] [ ۵ ] [ ۶ ] |
| 12th Filmfare Awards                        | جایزه فیلم‌فیر بهترین فیلم       | راج کاپور              | نامزدشده | On behalf of R. K. Films | [ ۴ ] [ ۵ ] [ ۶ ] |
| 12th Filmfare Awards                        | جایزه فیلم‌فیر بهترین کارگردان   | راج کاپور              | برنده    |                          | [ ۴ ] [ ۵ ] [ ۶ ] |
| 12th Filmfare Awards                        | جایزه فیلم‌فیر بهترین بازیگر مرد | راج کاپور              | نامزدشده |                          | [ ۴ ] [ ۵ ] [ ۶ ] |
| 12th Filmfare Awards                        | جایزه فیلم‌فیر بهترین بازیگر زن  | ویجینتی مالا           | برنده    |                          | [ ۴ ] [ ۵ ] [ ۶ ] |
| 12th Filmfare Awards                        | Best Supporting Actor           | راجندرا کومار          | نامزدشده |                          | [ ۴ ] [ ۵ ] [ ۶ ] |
| 12th Filmfare Awards                        | Best Story                      | Inder Raj Anand        | نامزدشده |                          | [ ۴ ] [ ۵ ] [ ۶ ] |
| 12th Filmfare Awards                        | Best Music Director             | شانکار جایکیشان        | نامزدشده |                          | [ ۴ ] [ ۵ ] [ ۶ ] |
| 12th Filmfare Awards                        | بهترین شعر                      | Shailendra             | نامزدشده | For "Dost Dost Na Raha"  | [ ۴ ] [ ۵ ] [ ۶ ] |
| 12th Filmfare Awards                        | Best Male Playback Singer       | Mukesh                 | نامزدشده | For "Dost Dost Na Raha"  | [ ۴ ] [ ۵ ] [ ۶ ] |
| 12th Filmfare Awards                        | بهترین تدوینگر                  | راج کاپور              | برنده    |                          | [ ۴ ] [ ۵ ] [ ۶ ] |
| 12th Filmfare Awards                        | Best Sound Design               | Allauddin Khan Qureshi | برنده    |                          | [ ۴ ] [ ۵ ] [ ۶ ] |

## ترانه‌ها
موسیقی این فیلم توسط شانکار جایکیشان ساخته و توسط شیلندرا و حسرت جیپوری نوشته شده‌است. موسیقی متن این فهرست توسط سیاره بالیوود به عنوان شماره ۸ در لیست ۱۰۰ موسیقی متن فیلم بزرگ بالیوود قرار گرفت. Vjjantantala اولین آهنگ خود را با خواندن آهنگ‌های Yeh Mera Prem Patra Padhkar، همراه با محمد رفیع، به عنوان خواننده آغاز کرد.
| #  | عنوان                                                         | خواننده                                  | متن ترانه      | مدت زمان |
| -- | ------------------------------------------------------------- | ---------------------------------------- | -------------- | -------- |
| ۱  | "Bol Radha Bol" (Alternate title: Mere Man Ki Ganga)          | Vyjayanthimala, Mukesh                   | Shailendra     | ۰۴:۳۹    |
| ۲  | "Dost Dost Na Raha"                                           | Mukesh                                   | Shailendra     | ۰۵:۵۱    |
| ۳  | "Har Dil Jo Pyaar Karega"                                     | Lata Mangeshkar, Mukesh, Mahendra Kapoor | Shailendra     | ۰۴:۴۵    |
| ۴  | "O Mehbooba"                                                  | Mukesh                                   | Hasrat Jaipuri | ۰۴:۵۹    |
| ۵  | "O Mere Sanam"                                                | Lata Mangeshkar, Mukesh                  | Shailendra     | ۰۴:۱۳    |
| ۶  | "Yeh Mera Prem Patra"                                         | Lata Mangeshkar, Mohammad Rafi           | Hasrat Jaipuri | ۰۴:۲۵    |
| ۷  | "Main Kya Karoon Ram"                                         | Lata Mangeshkar                          | Hasrat Jaipuri | ۰۳:۴۵    |
| ۸  | "Ich Liebe Dich I Love You" (Lyrics in German language)       | Vivian Lobo                              |                | ۰۳:۰۹    |
| ۹  | "Dost Dost Na Raha" (Instrumental: Electric guitar)           | Van Shipley                              |                | ۰۳:۰۵    |
| ۱۰ | "Ich Liebe Dich I Love You" (Sad) (Lyrics in German language) | Vivian Lobo                              |                | ۰۲:۱۵    |